# Bergson Winter Challenge

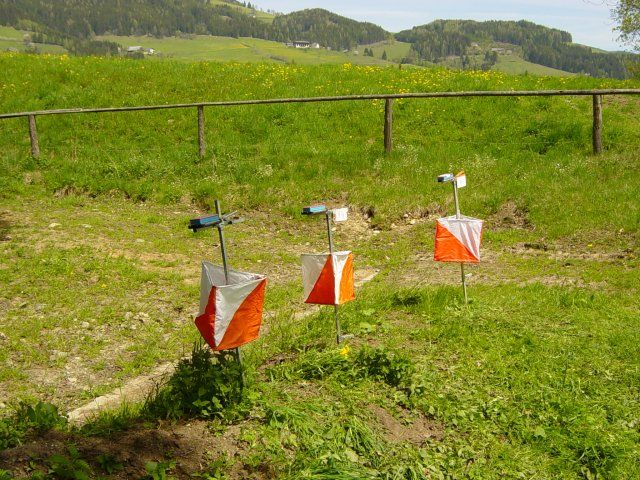
De controlepunten

De Bergson Winter Challenge is de enige non-stop adventurerace van de AR-worldseries die in de winter wordt gehouden. De race wordt traditioneel gehouden in Polen.  
Er bestaat een "masterrace" en een "speedrace":
- Aan de masterrace doen teams mee die bestaan uit 4 personen met minimaal 1 vrouw. Zij moeten non-stop zo'n 300 tot 500 km afleggen door een winters sneeuw- en ijslandschap.  De race bestaat uit mountainbiken, langlaufen, raften, oriëntatielopen, sneeuwschoentrekking en diverse touwhindernissen en speciale opdrachten. Tijdens de race mogen de teams geen hulp van buiten af krijgen.
- De speedrace is vergelijkbaar met de masterrace maar de teams leggen een korter traject af.

De teams zoeken tijdens de race door middel van oriëntatie-controlepunten die ook bij een oriëntatieloop gebruikt worden. Het team met de meeste controlepunten of met de snelste tijd wint de race.

## Nederlanders in de Bergson Winter Challenge
Er hebben al diverse Nederlandse teams aan de start gestaan, maar nog geen enkel Nederlands team heeft de masterrace uitgelopen. In 2009 haalden Harm Bartholomeus en Michiel Braakhekke van Team X-Bionic na ruim 115 uur de finish van de Mastersrace, maar omdat twee teamleden moesten afhaken kwam het team als "unranked" in de uitslag. Wel wonnen ze de "Spirit of the Race Award".
De hoogste Nederlandse kwalificatie op de speedrace is van Winfried Bats en Thijs Horbach van Team-AMI. Zij eindigden in 2007 als nummer 15 in het klassement van 57 teams dat jaar.